# Les Écumeurs
Pour plus de détails, voir Fiche technique et Distribution.
Les Écumeurs (The Spoilers) est un film américain réalisé par Ray Enright sorti en 1942.

## Synopsis
En 1900, à Nome, en Alaska, les découvreurs de sources aurifères voient leurs exploitations menacées par l'afflux de chercheurs d'or venus de tous les États-Unis. Roy Glennister et Al Dextry se défendent contre un certain Galloway, qui tente de s'approprier leur terrain. Les deux associés ont derrière eux Cherry Malotte, femme influente à qui appartient le saloon de la ville, et qui entretient une relation avec Roy.
Arrivent à Nome Alexander McNamara, commissaire à l'or, le juge Horace Stillman, et sa nièce Helen Chester. Ils sont envoyés par le gouvernement afin d'apporter à la ville un minimum de justice. Roy est d'avis de faire confiance aux deux hommes de loi pour régler le conflit face à Galloway, tandis qu'Al, méfiant, préfère défendre ses terres avec son fusil nommé Betty. Finalement, Roy accepte de confier à la banque le coffre-fort contenant le fruit de leur travail, et ce durant les quelques jours nécessaires au procès. Pendant ce temps, Helen s'éprend de Roy alors que Cherry attire les convoitises de McNamara.
Lorsque l'heure du verdict est arrivée, le juge Stillman prononce que la décision est reportée de 90 jours. De plus, il bloque le coffre-fort déposé en attente à la banque et Roy se voit interdit de le récupérer. Tous les mineurs comprennent alors que McNamara et Stillman sont deux hommes corrompus venus profiter de la situation. Ils se regroupent pour aider Roy et Dextry. Dans un premier temps, ils cambriolent la banque afin de reprendre le coffre. Durant le vol, le shérif est abattu par un homme qui visait Roy. McNamara en profite pour faire accuser ce dernier et le fait emprisonner pour homicide.
Les deux forbans mettent au point un piège : ils prévoient de laisser échapper Roy afin de pouvoir l'abattre en toute légitimité lorsqu'il tentera de fuir. Heureusement, Helen s'oppose à ce meurtre et prévient Cherry du plan. Celle-ci se rend à la prison pour sauver Roy. Une fois échappé, il regroupe à nouveau les honnêtes mineurs et ensemble ils récupèrent le terrain de Roy et Dextry par la force.
Lorsqu'il voit que la partie est perdue, le juge tente de s'enfuir, mais Roy arrive à temps pour le rattraper. Quant à McNamara, Cherry use de son charme pour l'occuper le plus longtemps possible durant les hostilités. Lorsqu'il tente de forcer Cherry à l'embrasser, Roy arrive sur les lieux. Les deux hommes se bagarrent alors de manière spectaculaire dans le saloon. Finalement, les bandits sont arrêtés et livrés à la justice.

## Fiche technique
- Titre : Les Écumeurs
- Titre original : The Spoilers
- Réalisation : Ray Enright
- Scénario : Lawrence Hazard et Tom Reed d'après le roman de Rex Beach
- Dialogues : Gene Lewis
- Direction artistique : Jack Otterson
- Décors : R.A. Gausman
- Costumes : Vera West
- Photographie : Milton R. Krasner
- Musique : Hans J. Salter, Charles Previn
- Montage : Clarence Kolster
- Production : Frank Lloyd
- Société de production : Universal Pictures, Frank Lloyd Productions, Charles K. Feldman Group
- Distribution : Universal Pictures
- Pays d'origine : États-Unis
- Langue : Anglais
- Format : Noir et blanc - 1.37:1 - 35 mm - Mono
- Genre : western
- Durée : 87 minutes
- Date de sortie : 
  - États-Unis : 8 mai 1942

## Distribution
- Marlène Dietrich : Cherry Malotte
- Randolph Scott : Alexander McNamara
- John Wayne : Roy Glennister
- Margaret Lindsay : Helen Chester
- Harry Carey : Al Dextry
- Richard Barthelmess : « Bronco Kid » Farrow
- George Cleveland : Banty
- Samuel S. Hinds : juge Horace Stillman
- Russell Simpson : Flapjack Sims
- William Farnum : Wheaton
- Marietta Canty : Idabelle
- Jack Norton : M. Skinner
- Charles Halton : Jonathan Stuve
- Bud Osborne : Marshal

Acteurs non crédités
- Frank Austin : un villageois
- Irving Bacon : le directeur de l’hôtel
- Ed Brady : un mineur au saloon
- Willie Fung : un chinois en cellule
- William Haade : le shérif-adjoint Joe
- Robert Homans : un capitaine de bateau
- Robert William Service : le poète
- Harry Woods : un mineur mécontent